# Balita
Balita war ein Flächenmaß auf den Philippinen. Das Maß ist in modern oder burgos und realengo als Zusatz zum Namen zu unterscheiden.
modern oder burgos
- 1 Balita = 27,95 Ar
- 10 Loánes = 1 Balita
- 10 Balitas = 1 Qui(g)non
- 1 Ar = 0,035778 Balita

realengo
- 1 Balita = 57,75 Ar
- 10 Loánes = 1 Balita
- 10 Balitas = 1 Qui(g)non